# Eupithecia pauliani
Eupithecia pauliani är en fjärilsart som beskrevs av Claude Herbulot 1957. Eupithecia pauliani ingår i släktet Eupithecia och familjen mätare. Inga underarter finns listade i Catalogue of Life.